# Herbert Paul Ludwig
Herbert Paul Ludwig (ur. 16 października 1904 w Grisbach (Saksonia), zm. 24 stycznia 1948 w Krakowie) – zbrodniarz hitlerowski, funkcjonariusz SS pełniący służbę w obozach koncentracyjnych oraz SS-Oberscharführer.

## Życiorys
Z zawodu był robotnikiem. Członek NSDAP i SS od 1932, w 1940 po krótkim przeszkoleniu w obozie w Oranienburgu został przydzielony do obozu oświęcimskiego. Ludwig pełnił tam służbę do stycznia 1945, gdy odjechał z transportem więźniów do Gusen. W Auschwitz pełnił funkcję strażnika komanda więźniów zajmującego się karmieniem zwierząt, konwojenta komanda rolniczego i Blockführera (blokowego). Ludwig aktywnie brał udział w wywożeniu więźniów (zwłaszcza chorych i dzieci) do komór gazowych, bijąc ich przy tym i kopiąc. Oprócz tego nieustannie maltretował podległych sobie więźniów, zwłaszcza kijem lub pejczem.
Po zakończeniu wojny został aresztowany przez aliantów i ekstradowany do Polski. W pierwszym procesie oświęcimskim przed Najwyższym Trybunałem Narodowym w Krakowie Ludwig został skazany 22 grudnia 1947 na karę śmierci. Wyrok został wykonany przez powieszenie w więzieniu Montelupich.